# واونو
واونو (به لاتین: Vouno) یک منطقهٔ مسکونی در قبرس شمالی است که در Girne District واقع شده‌است. واونو ۴۰۰ نفر جمعیت دارد.